# Instituto Civitas
El Instituto Civitas es un movimiento político católico que afirma basarse en el Derecho Natural y la Doctrina Social de la Iglesia. En 2017 llevó a cabo una alianza entre el partido de extrema  derecha de Jean-Marie Le Pen, el partido Civitas y el Parti de la France de Carl Lang, con el fin de presentar candidatos comunes para las elecciones legislativas de junio de 2017. El partido promueve la instauración del Reino Social de Cristo sobre los pueblos y naciones en general, y particularmente sobre Francia y los franceses.

## Descripción
El Instituto Civitas “Por una Ciudad Católica” fue fundado por François de Penfentenyo, uno de los hijos de Michel de Penfentenyo (la mano derecha de Jean Ousset al frente de la obra de la Ciudad Católica). Es considerada católica fundamentalista y de extrema derecha.
La asociación se definió a sí misma como un “lobby católico integrista” cercano a la Fraternidad Sacerdotal San Pío X (FSSPX). Para el historiador Étienne Fouilloux, los miembros de la asociación propugnan el establecimiento de la Reinado Social de Cristo en la tierra, impugnando el propio gobierno republicano y proponiendo la instauración de una monarquía en Francia. 
Surgió como un desprendimiento de ICHTUS, hoy "Centre de formation à l'action civique et culturelle selon le droit naturel et chrétien" (Centro de Formación para la Acción Cívica y Cultural según el Derecho Natural y Cristiano), los editores de la revista Permanences.
Civitas se encuentra dentro de la órbita de la Fraternidad San Pío X, Renacimiento Católico (Raffard de Brienne), Chretienté-Solidarité, el Centro de Estudios Empresariales, la Red de Mánager, la Acción Social y Escolar, AGRIF (una organización contra la discriminación a los católicos), el SICLER, movimientos provida, etc.
Justamente la idea de todas las organizaciones surgidas de la Ciudad Católica es formar células y redes de organizaciones católicas, entre ellas el Frente Nacional y otro de la Alianza Monárquica Francesa. Siendo otro, por ejemplo, Jacques Tremolet de Villiers, exdirector de ICTUS.
En 2021, la organización fue señalada por su rol a raíz de la filtración de documentos sobre los abusos sexuales al interior de la iglesia francesa e institutos católicos.
Civitas fundó la Coalición por la Vida y la Familia con el apoyo del partido griego Amanecer Dorado y un diputado del partido eslovaco Partido Popular “Nuestra Eslovaquia”. Su presidente, Alain Escada, solicitó 500.000 € de subvenciones anuales al Parlamento Europeo desde 2012.
Civitas ha tomado una posición de crítica o de protestas contra el confinamiento por la pandemia de COVID-19.

## Ideas políticas
Civitas se opone a la eutanasia, al aborto, la educación sexual, el matrimonio y adopción entre personas del mismo sexo, a la teoría de evolución, a los métodos anticonceptivos, a la masonería y a la laicidad en el Estado.

## Controversias
En agosto de 2023 Francia estudió disolver la organización ultracatólica porque Pierre Hillard propuso retirar la nacionalidad a los judíos que habitan en el país. El ministro del Interior de Francia, Gérald Darmanin, anunció que promovería la “disolución” de la organización Civitas, después de que durante uno de sus foros universitarios se propusiese la retirada de la nacionalidad para los judíos. Civitas fue disuelta por las autoridades francesas el 4 de octubre de 2023. La decisión fue ratificada el 30 de diciembre de 2024 por el Consejo de Estado, el cual recordó que la asociación había homenajeado a colaboracionistas con el nazismo durante la Segunda Guerra Mundial, había realizado alegatos antisemitas de forma regular, había llamado a la discriminación contra los musulmanes y había divulgado mensajes hostiles y degradantes contra los homosexuales, entre otras acciones.